# Política de Cantabria
Cantabria es una comunidad autónoma uniprovincial española constituida de acuerdo con la Constitución y con el Estatuto de Autonomía de Cantabria según el artículo 143 de dicha Constitución.

## Ideología de Cantabria
Cantabria es, ideológicamente hablando, una comunidad conservadora. Tradicionalmente los partidos conservadores ganan siempre las elecciones tanto para los gobiernos autonómicos como para el Congreso de los Diputados y el Senado de España. Los votos de Santander, la capital y municipio más poblado, tienen mucho peso y el voto de su población es claramente conservador (la derecha gobierna en el Ayuntamiento de Santander de forma ininterrumpida desde los años 70 del pasado siglo). Así pues, el peso de la capital es decisivo en cualquier elección. Pero además es que el mundo rural cántabro es también muy conservador y los votos suelen ir dirigidos hacia partidos de derecha o regionalistas como el Partido Regionalista de Cantabria. Solo en las comarcas tradicionalmente más industriales como Torrelavega o Reinosa, así como en zonas costeras con población más joven los partidos de izquierdas logran buenos resultados.
Así vemos una fuerte polarización entre el mundo rural (claramente conservador) y el mundo urbano (más industrial y progresista), con la excepción de Santander, ciudad eminentemente volcada hacia el sector servicios y con una tendencia conservadora.

## Divisiones administrativas
Según el Estatuto de Autonomía, Cantabria se divide en 102 municipios y en comarcas, que aún no se han desarrollado legalmente, aunque sí se han creado algunas mancomunidades de municipios.

## Órganos institucionales
Los órganos institucionales de Cantabria son el Parlamento de Cantabria (legislativo), el Gobierno de Cantabria y el Presidente de Cantabria (ejecutivos).

### Consejerías
- Consejería de Presidencia y Justicia
- Consejería de Innovación, Industria, Turismo y Comercio
- Consejería de Obras Públicas y Vivienda
- Consejería de Ganadería, Pesca y Desarrollo Rural
- Consejería de Economía, Hacienda y Empleo
- Consejería de Medio Ambiente, Ordenación del Territorio y Urbanismo
- Consejería de Educación, Cultura y Deporte
- Consejería de Sanidad y Servicios Sociales

## Partidos políticos
Partidos de ámbito estatal que se presentan a las elecciones municipales y autonómicas en Cantabria:
- Partido Bloque Social (PBS)
- Partido Socialista de Cantabria (PSdC)
- Partido Popular de Cantabria (PP de Cantabria)
- Ciudadanos-Partido de la Ciudadanía (C´s)
- Izquierda Unida (IU)
- Podemos (Podemos-Cantabria)
- UPyD Cantabria (UPyD)
- Centro Democrático y Social (CDS)
- Movimiento Falangista de España (MFE)
- Partido Humanista (PH)
- Democracia Nacional (DN)
- Falange Española Independiente-Falange 2000 (FEI-FE 2000)
- Confederación de Organizaciones Feministas (COFEM-FEMEK)
- Vox (VOX)

Partidos de ámbito únicamente autonómico: 
- Partido Regionalista de Cantabria (PRC)
- Conceju Nacionaliegu Cántabru (CNC)
- Unidad Cántabra (UCn)
- La Unión (LU)
- Bloque Regeneración (BR)
- Unión para el Progreso de Cantabria (UPCA)

Partidos de carácter local o vecinal: 
- Izquierda Castreña Unida (ICU)
- CastroVerde, alternativa verde de Castro Urdiales (CV)
- Agrupación por el Progreso y la Igualdad en Comillas (APIC)
- Acuerdo por Castro (AXC)
- Anexión a Vizcaya (AAV)
- Agrupación de Electores Unión por Penagos (AEUP)
- Unión Cántabra de Corvera de Toranzo (UCCT)
- Independientes Valle de Toranzo (IVT)
- Progresistas Cabezón de la Sal y Cantabria (PGS)
- Progresistas Independientes Regionalistas (PIR)
- Alternativa Camarguesa Progresista (ACP)
- Agrupación de Vecinos Independiente de Santa Cruz de Bezana (AVISCB)
- Ciudadanos Independientes (CCII)
- Agrupación Independiente de los Pueblos de Piélagos (AIPP)
- Unión Barquereña Independiente (UBI)
- Agrupación Vecinal de Cantabria (AVC)
- Agrupación Juventud de Noja (AJN)
- Asociación de Electores de San Roque de Riomiera (AESRR)
- Partido Independiente de Santa Cruz de Bezana (PISCB)
- Asociación Independiente de los Pueblos de Suances (AIPS)
- Asamblea Ciudadana por Torrelavega (ACPT)
- Unión por Liérganes y Pámanes (ULP)

## Elecciones

### Elecciones autonómicas

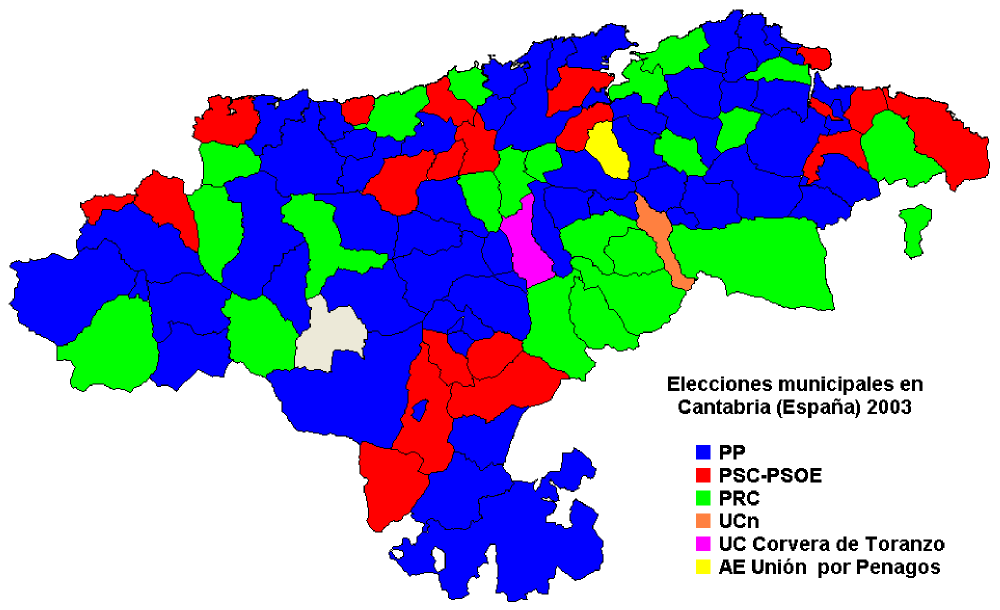
Partidos políticos ganadores de las elecciones municipales de 2003.
Nota: Puede que el partido ganador no esté gobernando el ayuntamiento.

|                                             |         | 1983    | 1987    | 1991    | 1995    | 1999    | 2003    | 2007    |
| PP1                                         | votos   | 123.228 | 122.964 | 42.499  | 103.632 | 134.924 | 146.012 | 141.926 |
| PP1                                         | escaños | 18      | 19      | 6       | 13      | 19      | 18      | 17      |
| PRC                                         | votos   | 18.842  | 37.950  | 19.064  | 46.527  | 42.896  | 67.003  | 98.702  |
| PRC                                         | escaños | 2       | 5       | 2       | 6       | 6       | 8       | 12      |
| PSC-PSOE                                    | votos   | 107.523 | 87.230  | 102.553 | 80.379  | 105.004 | 102.918 | 83.163  |
| PSC-PSOE                                    | escaños | 15      | 13      | 16      | 10      | 14      | 13      | 10      |
| IU                                          | votos   | -       | 10.843  | 13.023  | 23.563  | 11.707  | 12.770  | 6.437   |
| IU                                          | escaños | -       | 0       | 0       | 3       | 0       | 0       | 0       |
| UPCA                                        | votos   | -       | -       | 99.194  | 53.191  | 9.743   | -       | -       |
| UPCA                                        | escaños | -       | -       | 15      | 7       | 0       | -       | -       |
| CDS                                         | votos   | 7.146   | 19.579  | 7.926   | 1.267   | 1.479   | 660     | -       |
| CDS                                         | escaños | 0       | 3       | 0       | 0       | 0       | 0       | -       |
| TOTAL                                       | votos   | 283.197 | 301.306 | 298.348 | 322.654 | 319.947 | 348.377 | 345.096 |
| TOTAL                                       | escaños | 35      | 39      | 39      | 39      | 39      | 39      | 39      |
| 1 En 1983 y 1987 se presentó como AP-PDP-UL |         |         |         |         |         |         |         |         |

### Elecciones municipales

Partidos políticos ganadores de las elecciones municipales de 2007.
Nota: Puede que el partido ganador no esté gobernando el ayuntamiento.

|                                      |            | 1987    | 1991    | 1995    | 1999    | 2003    | 2007    |
| PP1                                  | votos      | 106.583 | 57.901  | 107.823 | 123.429 | 133.907 | 139.555 |
| PP1                                  | concejales | 416     | 227     | 372     | 447     | 424     | 429     |
| PSC-PSOE                             | votos      | 95.171  | 103.873 | 89.772  | 99.135  | 102.973 | 92.425  |
| PSC-PSOE                             | concejales | 290     | 349     | 282     | 267     | 256     | 245     |
| PRC                                  | votos      | 28.227  | 18.966  | 33.221  | 49.898  | 66.592  | 73.783  |
| PRC                                  | concejales | 100     | 69      | 88      | 217     | 276     | 302     |
| IU                                   | votos      | 12.609  | 13.789  | 23.302  | 11.674  | 13.714  | 5.644   |
| IU                                   | concejales | 19      | 16      | 27      | 14      | 15      | 8       |
| CDS                                  | votos      | 25.591  | 10.661  | 1.126   | 1.832   | 747     | -       |
| CDS                                  | concejales | 69      | 30      | 0       | 2       | 0       | -       |
| UPCA                                 | votos      | -       | 71.683  | 41.628  | 9.179   | -       | -       |
| UPCA                                 | concejales | -       | 285     | 170     | 29      | -       | -       |
| UCn                                  | votos      | -       | -       | -       | -       | 8.226   | 460     |
| UCn                                  | concejales | -       | -       | -       | -       | 15      | 1       |
| TOTAL                                | votos      | 298.552 | 294.365 | 312.772 | 307.522 | 336.708 | 347.360 |
| 1 En 1987 se presentó como AP-PDP-UL |            |         |         |         |         |         |         |